# Cuộc tấn công Iraq 2003
Bài này chỉ nói về những chi tiết của cuộc chiến tranh. Để biết thông tin tổng quát hơn, xem Chiến tranh Iraq.
Cuộc tấn công vào Iraq năm 2003  bắt đầu từ ngày 20 tháng 3, được thực hiện chủ yếu bởi quân đội Hoa Kỳ và Vương quốc Anh; 98% lực lượng tham chiến đến từ hai nước này, tuy nhiên, nhiều quốc gia khác cũng tham gia vào cuộc chiến. Cuộc tấn công Iraq trở thành giai đoạn đầu của sự kiện thường được gọi là Chiến tranh Iraq. Theo lịch sử, nó có thể được gọi chính xác hơn là "Chiến tranh vùng Vịnh lần 3", tính từ sau chiến tranh 8 năm giữa Iraq và Iran vào thập niên 1980. Lần này, Quân đội Iraq đã bại trận hoàn toàn, và thủ đô Bagdad bị chiếm đóng vào ngày 9 tháng 4 năm 2003. Ngày 1 tháng 5 năm 2003, Tổng thống Hoa Kỳ George W. Bush tuyên bố là các chiến dịch quan trọng đã kết thúc, tức là giai đoạn cầm quyền của đảng Ba'ath và nhiệm kỳ của Tổng thống Iraq Saddam Hussein đã chấm dứt. Liên quân do Hoa Kỳ đứng đầu cuối cùng đã bắt được Saddam Hussein vào ngày 13 tháng 12 năm 2003. Sau đó, thời kỳ quá độ chính thức bắt đầu. Trong lúc đó, tại Iraq, bạo lực xảy ra tràn lan do các lực lượng nổi dậy chủ yếu là người Sunni theo Hồi giáo, và cũng có cả các tay súng của mạng lưới khủng bố Al-Qaeda.
Cuộc tấn công vào Iraq năm 2003 là một phần của cuộc chiến chống khủng bố quốc tế do Tổng thống Hoa Kỳ George W. Bush khởi xướng sau vụ tấn công khủng bố ngày 11 tháng 9 .
Vào tháng 10 năm 2002, Quốc hội Hoa Kỳ đã ủy quyền cho Tổng thống Bush sử dụng lực lượng quân sự để chống lại Iraq . Chiến tranh Iraq chính thức bắt đầu vào ngày 19 tháng 3 năm 2003 , khi Hoa Kỳ, cùng với Anh và một số nước đồng minh, bắt đầu một chiến dịch ném bom phủ đầu. Quân đội Iraq đã nhanh chóng bị áp đảo khi liên quân do Hoa Kỳ lãnh đạo tiến vào lãnh thổ nước này. Cuộc tấn công đã dẫn đến sự sụp đổ của chính quyền Saddam Hussein; Saddam đã bị bắt trong Chiến dịch Bình minh đỏ vào tháng 12 cùng năm và bị tử hình 3 năm sau đó.
Mối quan hệ giữa Hoa Kỳ và Iraq đã chuyển từ đồng minh sang thù địch kể từ khi Iraq thực hiện một cuộc tấn công vào Kuwait (một đồng minh của Hoa Kỳ) năm 1990, dẫn đến cuộc Chiến tranh vùng Vịnh lần thứ nhất. Trong vòng một thập kỷ sau đó, Hoa Kỳ cùng với Liên Hợp Quốc đã áp đặt các biện pháp trừng phạt đối với Iraq, khiến kinh tế nước này rơi vào khủng hoảng. Năm 2003, Quốc hội và chính phủ Hoa Kỳ đã đạt được sự đồng thuận về một cuộc tấn công Iraq. Chính quyền Bush viện dẫn lý do cho cuộc tấn công rằng Iraq đang sở hữu vũ khí hủy diệt hàng loạt (WMDs) , và chính phủ Iraq đang đặt ra mối đe dọa đối với Hoa Kỳ cũng như các đồng minh của Hoa Kỳ trong khu vực . Một số quan chức Hoa Kỳ tin rằng Saddam đang chứa chấp và hỗ trợ al-Qaeda , bản thân Saddam Hussein cũng đã từng bày tỏ sự hả hê trên báo chí khi chứng kiến Hoa Kỳ bị khủng bố trong sự kiện ngày 11-9-2001 ). Nhìn chung đa số dư luận Hoa Kỳ đều ủng hộ một cuộc tấn công vào Iraq với mong muốn chấm dứt chế độ độc tài đàn áp và mang lại nền dân chủ cho nhân dân Iraq  (76% người Mỹ ủng hộ hành động quân sự chống lại Iraq ).
Năm 2004, Ủy ban 11/9 của Hoa Kỳ kết luận không có bằng chứng nào về mối quan hệ giữa chế độ Saddam Hussein và al-Qaeda  và không tìm thấy kho dự trữ vũ khí hủy diệt hàng loạt hoặc chương trình sản xuất vũ khí hủy diệt hàng loạt nào đang hoạt động ở Iraq . Việc chính phủ Hoa Kỳ tin rằng Iraq đang sở hữu vũ khí hủy diệt hàng loạt đã được chứng minh là do thông tin tình báo bị sai lệch hoặc do những chủ đích bất chấp việc thiếu chứng cứ xác thực
.
Sau khi cuộc tấn công diễn ra thành công và Saddam Hussein bị lật đổ, Iraq đã tổ chức các cuộc bầu cử đa đảng vào năm 2005. Nouri al-Maliki trở thành Thủ tướng năm 2006 và giữ chức vụ cho đến năm 2014. Khoảng trống quyền lực sau sự sụp đổ của chính phủ Saddam và sự quản lý sai lầm của chế độ cũ đã dẫn đến bạo lực giáo phái lan rộng giữa các nhóm Hồi giáo Shia và Sunni ở trong nước, cùng với đó là một cuộc nổi dậy kéo dài chống lại lực lượng Hoa Kỳ và đồng minh. Nhiều nhóm nổi dậy bạo lực ở Iraq đã được Iran và al-Qaeda tài trợ. Hoa Kỳ đã đáp trả bằng một đợt tăng cường quân số vào năm 2007 . Sự gia tăng quân số của Hoa Kỳ đã mang lại sự an toàn cao hơn cho chính phủ cũng như quân đội và người dân Iraq, được nhìn nhận là một thành công lớn khi đất nước Iraq dần đi vào ổn định . Sự can dự của Hoa Kỳ vào Iraq đã dần chấm dứt dưới thời Tổng thống Barack Obama. Hoa Kỳ chính thức rút tất cả quân đội chính quy khỏi Iraq vào tháng 12 năm 2011 . Vào mùa hè năm 2014, Nhà nước Hồi giáo Iraq và Levant (ISIS) đã phát động một cuộc tấn công quân sự ở miền bắc Iraq và tuyên bố ý định thành lập một caliphate Hồi giáo trên toàn thế giới, dẫn tới một chiến dịch quân sự đặc biệt khác của Hoa Kỳ và các đồng minh được tiến hành tại Iraq để đối phó với mối đe dọa mới này.

## Bối cảnh

Tổng thống Saddam Hussein

Năm 1979, Saddam Hussein trở thành tổng thống Iraq, ông ta tiếp tục các cải cách xã hội và đàn áp các đối thủ chính trị của đảng Baath. Được Hoa Kỳ và cả Liên Xô cổ vũ, ông ta tiến hành chiến tranh chống Iran. Trong cuộc chiến này, quân đội Iraq đã rất nhiều lần thực hiện các vụ tấn công bằng vũ khí hóa học, trong đó có cả những vụ tấn công nhằm vào dân thường, chẳng hạn như ở thị trấn Sardasht . Hầu hết những cuộc tấn công này đều được tiến hành theo mệnh lệnh của Saddam.
Trong nước, Saddam Hussein thực hiện chiến dịch đàn áp phong trào đòi độc lập của người Kurd. Trong vụ thảm sát được tiến hành theo chỉ đạo của Saddam Hussein tại làng Halabija, khoảng 3.200 đến 5.000 người Kurd đã thiệt mạng , đây là vụ tấn công bằng vũ khí hóa học lớn nhất nhằm vào thường dân trong lịch sử, cũng là vụ tấn công bằng vũ khí hóa học có quy mô lớn nhất trong lịch sử hiện đại . Trong chiến dịch quân sự ở Anfal (còn gọi là "Diệt chủng Anfal"), quân đội chính phủ Iraq đã giết chết khoảng 50.000-182.000 người Kurd . Ước tính chế độ Saddam Hussein đã gây ra cái chết của 250.000 người Iraq thông qua các chiến dịch thanh trừng và diệt chủng trong hơn 30 năm cầm quyền .
Sự phản đối mạnh mẽ của thế giới đối với chế độ độc tài của Saddam Hussein đã bắt đầu kể từ khi Iraq đem quân tấn công Kuwait năm 1990 . Cộng đồng quốc tế đã lên án mạnh mẽ cuộc tấn công này, và đến năm 1991, một liên minh quân sự do Hoa Kỳ lãnh đạo đã phát động Chiến tranh vùng Vịnh và thành công trong việc đánh đuổi quân đội Iraq ra khỏi lãnh thổ Kuwait.
Sau chiến tranh vùng Vịnh, Hoa Kỳ và các đồng minh đã thực hiện nhiều biện pháp để làm suy yếu chế độ Hussein. Những biện pháp này bao gồm các lệnh trừng phạt kinh tế của Hội đồng Bảo an Liên Hợp Quốc khiến cho nền kinh tế Iraq rơi vào khủng hoảng; việc thực thi các khu vực cấm bay tại Iraq mà Hoa Kỳ và Anh tuyên bố là để bảo vệ cộng đồng người Kurd và người Hồi giáo Shia; cùng với đó là các cuộc thanh tra nhằm đảm bảo sự tuân thủ của Iraq đối với các nghị quyết của Liên Hợp Quốc liên quan đến kho vũ khí hủy diệt hàng loạt của Iraq.
Các cuộc thanh tra này được tiến hành bởi Ủy ban Đặc biệt của Liên Hợp quốc (UNSCOM), hợp tác với Cơ quan Năng lượng Nguyên tử Quốc tế, với mục đích đảm bảo rằng chính phủ Iraq sẽ tuân thủ nghị quyết của LHQ và phá hủy tất cả các kho dự trữ cũng như các cơ sở sản xuất vũ khí hóa học, vũ khí sinh học hoặc vũ khí hạt nhân trên toàn lãnh thổ nước này . Trong khoảng một thập kỷ sau cuộc Chiến tranh vùng Vịnh, Hội đồng Bảo an Liên Hợp Quốc đã thông qua 16 nghị quyết kêu gọi Iraq loại bỏ hoàn toàn kho vũ khí hủy diệt hàng loạt. Nhiều quốc gia thành viên của LHQ cáo buộc rằng chính phủ Iraq đã liên tục cản trở công việc thanh tra của Ủy ban đặc biệt và không thực hiện nghiêm túc nghĩa vụ giải giáp vũ khí hủy diệt hang loạt. Các quan chức chính phủ Iraq cũng đã nhiều lần quấy rối các thanh tra viên LHQ và không cho các thanh tra viên thực hiện công việc của mình . Đáp trả những cáo buộc này, vào tháng 8 năm 1998 Saddam Hussein đã đình chỉ hoàn toàn việc hợp tác với các thanh tra viên LHQ và trục xuất họ về nước, ông còn cáo buộc rằng những người thanh tra viên này là "gián điệp của Hoa Kỳ" .
Vào tháng 10 năm 1998, lật đổ chính quyền Saddam Hussein đã trở thành trọng tâm trong chính sách đối ngoại của Hoa Kỳ với việc ban hành Đạo luật Giải phóng Iraq. Đạo luật này đã cung cấp 97 triệu USD cho các "tổ chức dân chủ đối lập" ở Iraq để "thiết lập một chương trình hỗ trợ cho quá trình chuyển đổi sang nền dân chủ ở Iraq" . Đạo luật này trái ngược với các điều khoản được quy định trong Nghị quyết 687 của Hội đồng Bảo an Liên Hợp Quốc, vốn chỉ tập trung vào chương trình vũ khí hủy diệt hàng loạt của Iraq mà không đề cập gì đến việc thay đổi chế độ . Một tháng sau khi Đạo luật Giải phóng Iraq được thông qua, Hoa Kỳ và Vương quốc Anh đã phát động một chiến dịch ném bom lãnh thổ Iraq có tên là "Chiến dịch Cáo sa mạc". Mục tiêu của chiến dịch này là cản trở khả năng sản xuất vũ khí hóa học, vũ khí sinh học và vũ khí và hạt nhân của chính phủ Saddam Hussein, nhưng chính phủ Hoa Kỳ cũng hy vọng nó cũng sẽ làm suy giảm sức mạnh của Saddam .
Sau khi George W. Bush giành thắng lợi trong cuộc bầu cử tổng thống năm 2000, chính phủ Hoa Kỳ đã quyết tâm thực hiện một chính sách cứng rắn hơn đối với Iraq. Nền tảng chiến dịch của Đảng Cộng hòa trong cuộc bầu cử năm 2000 đã kêu gọi "thực hiện đầy đủ" Đạo Luật Giải phóng Iraq như một điểm khởi đầu trong kế hoạch tiêu diệt Saddam .

## Các sự kiện trước cuộc chiến tranh

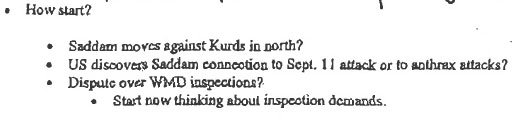
Các chú thích của cuộc họp về những lý do có thể được sử dụng để viện dẫn cho cuộc tấn công Iraq

Sau vụ khủng bố ngày 11/9, đội an ninh quốc gia của chính quyền Bush đã thảo luận nghiêm túc về một cuộc tấn công Iraq. Tổng thống Bush đã bàn bạc với Bộ trưởng Quốc phòng Rumsfeld vào ngày 21 Tháng 11 và đưa ra những chỉ đạo cho Rumsfield về việc tiến hành kế hoạch tấn công Iraq có mật danh "OPLAN 1003" .
Tổng thống Bush bắt đầu công khai ý định của ông về một cuộc can thiệp quân sự vào Iraq trong Bản Thông điệp Liên bang tháng 1 năm 2002, trong đó ông gọi Iraq là một trong ba thành viên của "Trục Ma quỷ" (cùng với Iran và Bắc Triều Tiên) và tuyên bố rằng "Hoa Kỳ sẽ không cho phép các chế độ nguy hiểm nhất thế giới này đe dọa chúng ta bằng thứ vũ khí nguy hiểm nhất thế giới" . Bush cũng thể hiện quyết tâm lật đổ chính quyền Saddam Hussein của Hoa Kỳ với cộng đồng quốc tế trong bài phát biểu ngày 12 tháng 9 năm 2002 trước Hội đồng Bảo an Liên Hợp Quốc .
Vào tháng 10 năm 2002, Quốc hội Hoa Kỳ đã thông qua " Nghị quyết Iraq", cho phép Tổng thống "sử dụng mọi biện pháp cần thiết" để chống lại Iraq. Hầu hết người Mỹ tin rằng Saddam đang sở hữu vũ khí hủy diệt hàng loạt. Đến tháng 2 năm 2003, 64% người Mỹ ủng hộ tiến hành một chiến dịch quân sự nhằm lật đổ Saddam Hussein .
Vào ngày 5 tháng 2 năm 2003, Ngoại trưởng Colin Powell đã có một bài phát biểu trước Hội đồng Bảo an Liên Hợp Quốc để đưa ra bằng chứng cho thấy chính quyền Iraq đang che giấu việc sở hữu vũ khí hủy diệt hàng loạt. Tuy nhiên, các thông tin mà Powell nêu ra hầu hết đều dựa trên tuyên bố của Rafid Ahmed Alwan al-Janabi, mang biệt danh "Curveball", là một người Iraq đang sống lưu vong ở Đức thời điểm đó. "Curveball" kể rằng anh ta từng là một kỹ sư hóa học làm việc tại một nhà máy sản xuất vũ khí hủy diệt hàng loạt bí mật của Iraq, và CIA đã sử dụng lời khai của "Curveball" làm cơ sở để cáo buộc chính quyền Saddam vẫn chưa từ bỏ chương trình chế tạo vũ khí hủy diệt hàng loạt. Tuy vậy câu chuyện của Al-Janabi về sau đã được Nhóm điều tra về Iraq của chính phủ Hoa Kỳ xác nhận là không chính xác . Có thể thấy việc chính phủ Hoa Kỳ một mực khẳng định rằng Iraq "sở hữu vũ khí hủy diệt hàng loạt" hoàn toàn là do thông tin tình báo bị sai lệch, và Hoa Kỳ không hề ngụy tạo bằng chứng để làm cớ cho việc tiến hành chiến tranh.
Vào tháng 3 năm 2003, Hoa Kỳ cùng với các đồng minh của họ là Vương quốc Anh, Ba Lan, Úc, Tây Ban Nha, Đan Mạch và Ý đã bắt đầu chuẩn bị cho cuộc tấn công Iraq với một loạt các động thái quân sự, trong khi Pháp, Đức, Canada cùng với Nga đã phản đối kế hoạch này và kêu gọi một giải pháp ngoại giao. Trong một bài phát biểu trước toàn quốc vào ngày 17 tháng 3 năm 2003, Bush yêu cầu Saddam và hai con trai của ông ta là Uday và Qusay hãy đầu hàng và rời khỏi Iraq trong vòng 48 giờ .
Hạ viện Anh đã tổ chức một cuộc bỏ phiếu để quyết định về việc nên hay không nên tiến hành chiến tranh vào ngày 18 tháng ba năm 2003, và kết quả là số nghị sĩ ủng hộ chiến tranh đã áp đảo với 412 phiếu . Có ba bộ trưởng thuộc chính phủ Anh đã từ chức để phản đối cuộc chiến là John Denham, Lord Hunt of Kings Heath, và lãnh đạo Hạ viện Robin Cook.

## Đánh giá
Năm 2015, Thủ tướng Anh Tony Blair trong cuộc phỏng vấn với CNN đã thừa nhận các báo cáo về việc sản xuất vũ khí hủy diệt hàng loạt tại Iraq là sai sự thật. Tuy nhiên ông cho rằng lật đổ Saddam là việc nên làm, bởi Saddam là một nhà độc tài tàn bạo, kẻ đã gây nên cái chết của khoảng hơn 250.000 người. George W. Bush cho biết mình cảm thấy "thất vọng" về thông tin tình báo bị sai lệch, nhưng ông cũng cho rằng việc lật đổ Saddam là điều cần thiết: "Tôi hoàn toàn nhận thức được rằng cơ quan tình báo CIA đã sai, và tôi cũng thất vọng như mọi người. Nhưng những điều không thể phủ nhận được là Saddam Hussein đã từng xâm lược một đất nước, ông ta đã từng sử dụng vũ khí hủy diệt hàng loạt, ông ta có khả năng sản xuất vũ khí hủy diệt hàng loạt, ông ta bắn vào phi công của chúng ta. Ông ta là một nhà tài trợ cho chủ nghĩa khủng bố. Tiêu diệt Saddam Hussein là điều đúng đắn để đảm bảo nền hòa bình thế giới và an ninh cho đất nước của chúng ta". Điều đó một lần nữa cho thấy bản chất dối trá của phương Tây, mà tiêu biểu là Hoa Kỳ và Anh nhằm vào những quốc gia hay lãnh đạo đi ngược lại lợi ích với họ.
Khi Hussein bị lật đổ, nhiều người dân Iraq đã đổ ra đường ăn mừng và còn cùng nhau kéo sập bức tượng khổng lồ của ông ta Khi Saddam Hussein bị treo cổ, nhiều kẻ thù của Saddam đã nổ súng chào mừng. Năm 2006, một cuộc thăm dò ý kiến cho thấy 52% số người Iraq được hỏi tin rằng đất nước Iraq đang đi đúng hướng và 61% cho rằng việc lật đổ Saddam Hussein là một điều đúng đắn.

## Hình ảnh

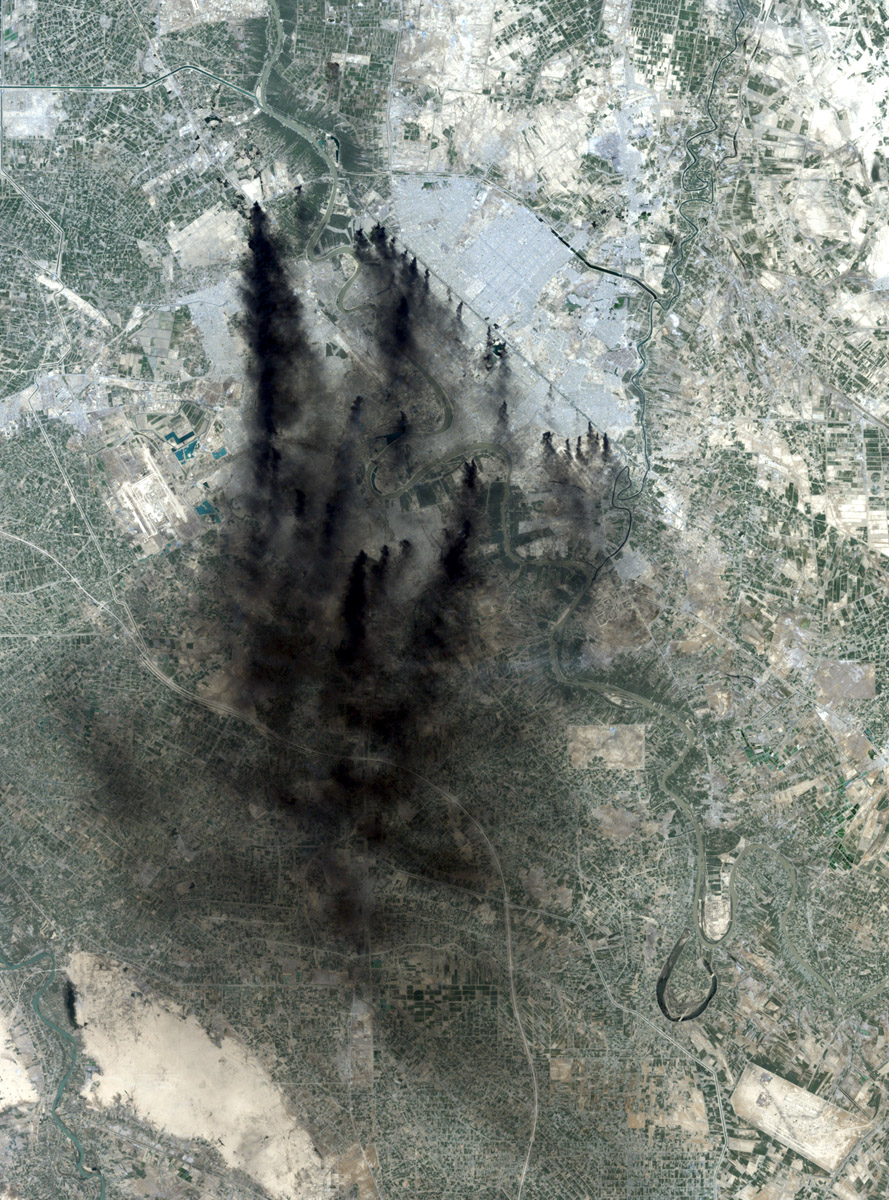
Hình chụp của NASA Landsat 7 chiếu thành phố Baghdad, ngày 2 tháng 4 năm 2003
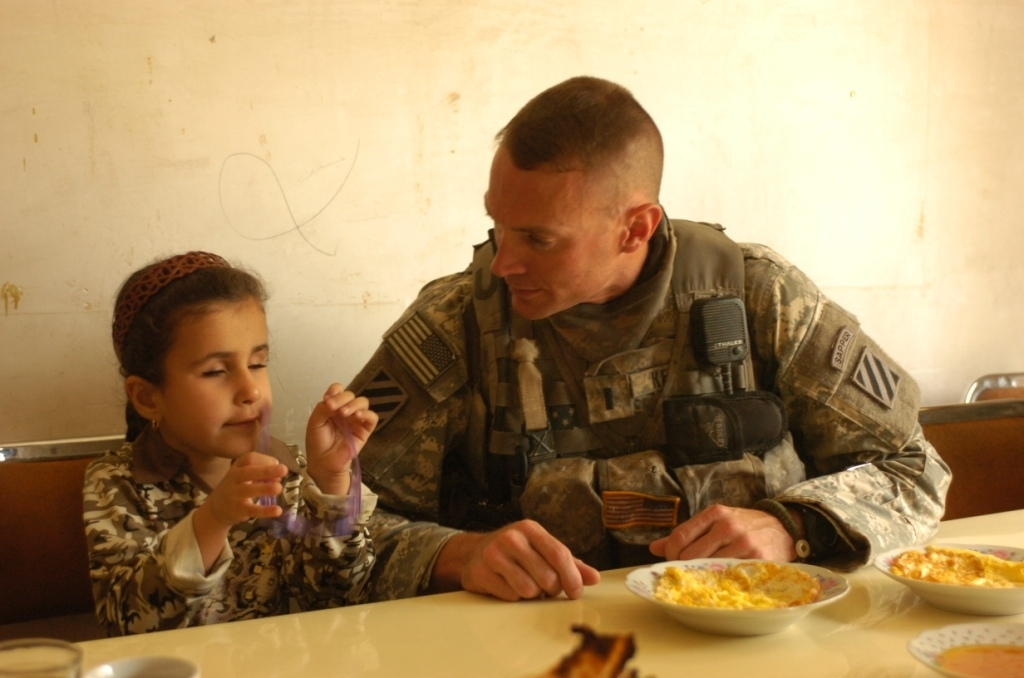
Trung úy Michael Kendrick đang giúp 1 cô bé người Iraq ăn sáng tại nhà cô bé ở Buaytha, ngày 25/5/2008